# Soto del Barco (kommunhuvudort)
Soto del Barco är en kommunhuvudort i Spanien.   Den ligger i provinsen Province of Asturias och regionen Asturien, i den norra delen av landet, 400 km nordväst om huvudstaden Madrid. Soto del Barco ligger 61 meter över havet och antalet invånare är 4 108.
Terrängen runt Soto del Barco är kuperad söderut, men norrut är den platt. Havet är nära Soto del Barco åt nordväst. Runt Soto del Barco är det ganska glesbefolkat, med 34 invånare per kvadratkilometer. Närmaste större samhälle är Avilés, 11,9 km öster om Soto del Barco. I omgivningarna runt Soto del Barco växer i huvudsak blandskog.